# Lost & Found (1961–62)
A Lost & Found (1961–62) egy 1991-ben kiadott Beach Boys válogatáslemez. Az album azon dalokat, és felvételeket tartalmazza amiket a Beach Boys még a Capitollal való szerződés előtt készített.

## Számlista
1. Luau (Bruce Morgan) – 1:46
2. Surfin' (Brian Wilson/Mike Love) – 2:31
3. Studio Chatter – 0:16
4. Surfin' (Brian Wilson/Mike Love) – 2:29
5. Studio Chatter – 0:07
6. Surfin' (Brian Wilson/Mike Love) – 2:21
7. Studio Chatter – 0:23
8. Luau (Bruce Morgan) – 1:50
9. Luau (Bruce Morgan) – 1:49
10. Barbie (Bruce Morgan) – 2:23
11. What Is a Young Girl Made Of (Bruce Morgan) – 2:18
12. Surfin' Safari (Brian Wilson/Mike Love) – 2:06
13. Studio Chatter – 0:20
14. Surfin' Safari (Brian Wilson/Mike Love) – 2:05
15. Studio Chatter – 1:00
16. Surfer Girl (Brian Wilson) – 2:26
17. Judy (Brian Wilson) – 2:22
18. Judy (Brian Wilson) – 2:21
19. Beach Boys Stomp (A.K.A. Karate) (Carl Wilson) – 2:15
20. Surfin' Safari (Brian Wilson/Mike Love) – 2:09
21. Lavender (Bruce Morgan) – 2:31